# Očová
Očová (deutsch Otschau, ungarisch Nagyócsa – bis 1902 Ocsova) ist eine Gemeinde in der Mittelslowakei. Sie liegt im Talkessel Zvolenská kotlina am Fuße des Gebirges Poľana, etwa 12 km von Zvolen und Detva entfernt.

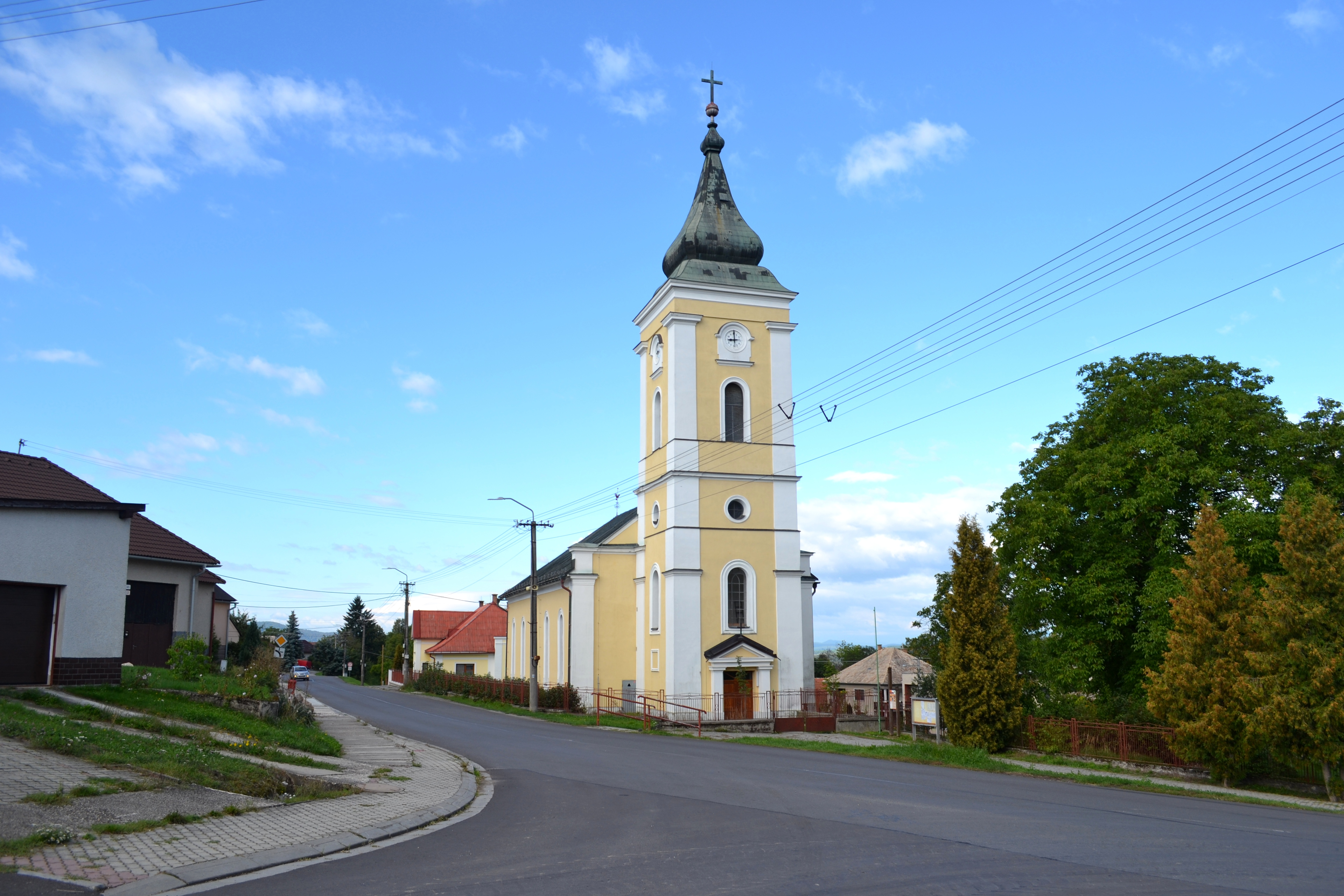
Evangelische Kirche von 1785

Der Ort wurde 1351 erstmals schriftlich als Ochowa erwähnt.

## Persönlichkeiten
- Matej Bel (1684–1749), slowakischer Historiker, Theologe und Pädagoge
- Jozef Moravčík (* 1945), ehemaliger Ministerpräsident der Slowakei und Bürgermeister von Bratislava
- Stephan Pilarick Sen. (1615–1693), ungarischer Theologe und Philosoph. Exulant. Erster Pfarrer der neugegründeten Stadt Neu-Salza, der der grenzüberschreitenden Kirchgemeinde von 1674 bis 1693 vorstand und in drei Sprachen predigte.
- Rudolf Huliak (* 1975), slowakischer Politiker, Minister für Tourismus und Sport, ehemaliger Bürgermeister von Očová

## Bevölkerung
| Jahr                | 1994 | 2004    | 2014    | 2024    |
| ------------------- | ---- | ------- | ------- | ------- |
| Anzahl der Personen | 2627 | 2571    | 2597    | 2451    |
| Unterschied         |      | −2,13 % | +1,01 % | −5,62 % |

| Jahr                | 2023 | 2024    |
| ------------------- | ---- | ------- |
| Anzahl der Personen | 2462 | 2451    |
| Unterschied         |      | −0,44 % |